# Ленец ползучий
Ленец ползучий (лат. Thesium repens) — вид травянистых растений рода Ленец (Thesium) семейства Санталовые (Santalaceae).

## Ботаническое описание
Многолетние травянистые растения, полностью гладкие. Корневище нитевидное, длинное, ползучее, ветвистое, выпускающее немногочисленные, нескученные и неветвистые прямостоячие стебли 10—25 см высотой. Листья линейные, заострённые, к основанию суженные, с нерезкой срединной жилкой, 1,5—4 см длиной и 1—2 мм шириной.
Соцветие — простая кисть; цветоносы в несколько раз длиннее цветка, 10—15 мм длиной, косо вверх отклонённые, на верхушке под цветком снабженные 3 сходными с листьями прицветниками; из них два боковых в 1,5—2 раза длиннее плода, конечный же значительно длиннее, почти равный или длиннее цветоноса. Околоцветник колокольчатый, снаружи зелёный, внутри желтовато-белый, около 3 мм длиной, до половины или немного глубже надрезанный на 5 ланцетовидных заострённых лопастей. Тычинки в 1,5 раза короче долей околоцветника; столбик немного выдается над ними или почти равен. Орешек округло-эллиптический, вместе с околоцветником около 4 мм длиной и 2 мм шириной, нерезко 5-ребристый, между рёбрами гладкий, вдвое длиннее завёрнутого внутрь околоцветника; плодоножка толстая, мясистая, вдоль сморщенная, в 1,5 раза короче орешка.

## Распространение и экология
Казахстан (восток), Сибирь (юг), Монголия (север). Обитает в лесной области на лесных и поёмных лугах, луговых склонах, березовых рощах, лиственничных лесах, смешанных сосновых борах и их окраинах; в альпийской области — по тундрам около тающих снегов и ледников; в степных и пустынно-степных речных долинах, на каменистых склонах гор.